# Восточный (микрорайон Ржева)
Восто́чный — микрорайон (посёлок сельского типа) в восточной части города Ржева Тверской области. 
Располагается обособленно, в 5 километрах от основной территории города, на левом берегу реки Волги. Относится к Советской стороне. 
Возник как посёлок при подсобном хозяйстве Ржевского краностроительного завода. До середины 1990-х годов здесь разводили телят, свиней, выращивали овощи в теплицах, действовал мясокомбинат, имелся продовольственный магазин.
Транспортное сообщение с городом осуществляется от остановки «СНТ Восточный-3» (более 1 км. к северо-западу от посёлка) автобусным маршрутом № 350.